# Jay Schellen

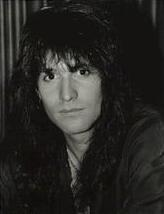

Jay Schellen (1960-) es un baterista procedente de Albuquerque.

## Biografía
Nace el 20 de mayo de 1960, y sus primeros trabajos a nivel profesional datan del año 1982, cuando solo contaba con 22 años, en el grupo Badfinger. En 1984, y a raíz de su amistad con el teclista de Yes Tony Kaye, participa en algunos shows en vivo del proyecto en solitario del también miembro de Yes Peter Banks.
En 1986 Schellen entra a formar parte de Stone Fury, donde coincide con el guitarrista Bruce Gowdy. Desde ese mismo año hasta 1992 formará parte también de Hurricane. En 1993 se enrola en otro proyecto de Gowdy, Unruly Child. En 1995 repite la misma operación y participa en World Trade, donde colabora junto a Billy Sherwood.
Desde 1995 hasta 1997 forma parte de Sircle of Silence. En 1998 toca en Heaven and Earth junto a su compañero de Hurricane Kelly Hansen.
En 1997 publica un libro sobre tocar la batería, "Rocking Independence". En 1998-1999 participa en el segundo LP de Unruly Child. En 1999 toca la batería en el disco en solitario de Sherwood, "The Big Peace". Sigue colaborando con este músico, pues el año siguiente se une a él y al bajista Chris Squire en Conspiracy.
Durante unos años se centra en el trabajo en solitario de Sherwood. Tras un pequeño parón en 2003 vuelve a formar parte de Conspiracy. En 2004, junto a Schellen y Sherwood, colabora en las demos del disco de Asia "Silent Nation" a las órdenes de Geoff Downes (al que conocía de Yes). En agosto de 2005 reemplaza a Chris Slade y pasa a ser el batería oficial de Asia.
En febrero de 2006 abandona Asia junto a Schellen, John Payne y Guthrie Govan, con los que funda el nuevo grupo GPS.